# Callajoppa taiwana
Callajoppa taiwana là một loài tò vò trong họ Ichneumonidae.